# Hidalgo, Magdalena Jaltepec
Hidalgo är en ort i Mexiko.   Den ligger i kommunen Magdalena Jaltepec och delstaten Oaxaca, i den sydöstra delen av landet, 300 km sydost om huvudstaden Mexico City. Hidalgo ligger 2 164 meter över havet och antalet invånare är 153.
Terrängen runt Hidalgo är huvudsakligen kuperad, men norrut är den platt. Hidalgo ligger uppe på en höjd. Runt Hidalgo är det glesbefolkat, med 20 invånare per kvadratkilometer. Närmaste större samhälle är Asunción Nochixtlán, 12,0 km norr om Hidalgo. Trakten runt Hidalgo består i huvudsak av gräsmarker.